# Campeonato GB3
O Campeonato GB3 (em inglês:  GB3 Championship) é uma categoria de corridas de monopostos baseada no Reino Unido. O campeonato é a principal categoria de monopostos do Reino Unido e destina-se a jovens pilotos que saem dos campeonatos de Fórmula 4 da Federação Internacional de Automobilismo (FIA) ou Kart. Este campeonato foi criado em 2013 como Campeonato de Fórmula 4 da BRDC, mas foi renomeado para Campeonato Britânico de Fórmula 3 da BRDC com o apoio da FIA em março de 2016. Por fim, o campeonato foi renomeado para Campeonato GB3 em agosto de 2021.

## História
Em setembro de 2012, a 750 Motor Club anunciou que cederia o nome da Fórmula 4 para o Clube Britânico de Pilotos de Corrida (BRDC), que criaria uma nova categoria em 2013. A, nomeada na época, Campeonato de Fórmula 4 da BRDC, teve como primeiro campeão, o piloto britânico Jake Hughes.
No ano de 2013, a FIA lançou uma nova categoria de base, a Fórmula 4. Nesse interim, a Motor Sports Association (MSA) decidiu cancelar a Fórmula Ford Britânica para criar um campeonato britânico de Fórmula 4. Porém, devido aos direitos do nome estarem com a BRDC, a categoria iniciou sendo nomeada como Fórmula MSA.
Em 23 de março de 2016, a FIA e a MSA revelaram ao Conselho Mundial de Automobilismo da FIA que haviam chegado a um acordo com a BRDC para que o campeonato fosse renomeado para Campeonato Britânico de Fórmula 3 da BRDC (BRDC British Formula 3 Championship), tanto para valorizar a troca do carro da categoria naquele ano e ocupar o espaço deixado pelo Campeonato Britânico de Fórmula 3, que havia sido cancelado em 2014. Em sua primeira temporada como Fórmula 3, o brasileiro Matheus Leist levou o título.
Em agosto de 2021, a categoria foi renomeada para Campeonato GB3, com o britânico Zak O'Sullivan levando o primeiro título da "nova" categoria. No mês seguinte, a MotorSport Vision (MSV) anunciou uma nova categoria de apoio para a GB3, o Campeonato GB4.

## Campeões

### BRDC Formula 4 Championship
| Ano  | Campeão        | Copa de Pole Position Jack Cavill | Campeonato de Inverno | Troféu de Outono | Prêmio The Who Zooms |
| ---- | -------------- | --------------------------------- | --------------------- | ---------------- | -------------------- |
| 2013 | Jake Hughes    | Jake Hughes                       | Matthew Graham        | Não Disputado    | Gosia Rdest          |
| 2014 | George Russell | George Russell                    | Will Palmer           | Não Disputado    | Não Disputado        |
| 2015 | Will Palmer    | Will Palmer                       | Não Disputado         | Ben Barnicoat    | Não Disputado        |

### BRDC British Formula 3 Championship
| Ano  | Campeão          | Copa de Pole Position Jack Cavill | Troféu de Outono | Prêmio David Poole-Warren |
| ---- | ---------------- | --------------------------------- | ---------------- | ------------------------- |
| 2016 | Matheus Leist    | Ricky Collard                     | Enaam Ahmed      | Não Disputado             |
| 2017 | Enaam Ahmed      | Enaam Ahmed                       | Não Disputado    | Carlin                    |
| 2018 | Linus Lundqvist  | Não Disputado                     | Não Disputado    | Não Disputado             |
| 2019 | Clément Novalak  | Não Disputado                     | Não Disputado    | Não Disputado             |
| 2020 | Kaylen Frederick | Não Disputado                     | Não Disputado    | Não Disputado             |

### Campeonato GB3
| Ano  | Campeão        |
| ---- | -------------- |
| 2021 | Zak O'Sullivan |
| 2022 | Luke Browning  |
| 2023 | Callum Voisin  |
| 2024 | Louis Sharp    |